# تنورة شلالية
التنورة الشلاليّة هي تنورة ذات حاشية تكون من الأمام أو الجانب أعلى من الخلف.